# Dyskalkulie
Dyskalkulie je specifická porucha počítání. Zahrnuje specifické postižení dovednosti počítat, kterou nelze vysvětlit mentální retardací ani nevhodným způsobem vyučování. Porucha se týká ovládání základních početních úkonů, (sčítání, odčítání, násobení a dělení) spíš než abstraktnějších dovedností v oblasti algebry, geometrie apod. Podle 10. revize Mezinárodní klasifikace nemocí „Duševní poruchy a poruchy chování“ patří dyskalkulie mezi „Specifické vývojové poruchy školních dovedností“ pod kódem F 81. 2. L. Košč rozumí vývojovou dyskalkulií vývojovou strukturální poruchu matematických schopností, která má svůj původ v genově nebo prenatálními poškozeními podmíněném narušení těch partií mozku, které jsou přímým anatomicko-fyziologickým substrátem věku přiměřeného vyzrávání matematických funkcí, které ale nemají za následek současně i poruchy všeobecných mentálních schopností. Dyskalkulie je tedy chápána jako porucha učení, která nesouvisí s nižší inteligencí. Vývojová dyskalkulie se vyznačuje poměrně pestrou škálou charakteristických příznaků, podle kterých se také člení na jednotlivé typy. Jednotlivé typy vývojových dyskalkulií jsou řazeny podle vývoje matematických schopností s tím, že jsou-li narušeny vývojově nejranější předpoklady k počítání, pak tím hlubší jsou projevy obtíží v matematice.

## Praktognostická vývojová dyskalkulie
Těžiště problémů je v narušené praktické manipulaci s předměty (praxie) a poznávání (gnozie) tvarů, počtu apod. Jde o narušení a poruchy v matematické manipulaci s konkrétními předměty nebo jejich symboly (číslicemi, operačními znaménky ap.), kterou se rozumí tvoření skupin nebo řady předmětů, porovnávání jejich počtu např. tím, že ony předměty přiřazujeme k sobě párováním (tedy bez nároku na jejich odpočítání). Při neosvojení těchto aktivit nedospívá dítě k pochopení pojmu čísla ani ke správnému provádění číselných operací. V geometrii jsou výrazné obtíže např. se členěním předmětů podle barvy, tvaru, velikosti, dítě obtížně rozlišuje geometrické tvary. Projevuje se i nízká vyspělost ve směrové a stranové orientaci. V geometrii, ale i při psaní se uplatňuje prostorový faktor matematických schopností, protože jak psaní číslic, tak i kreslení např. obrazců v geometrii vyžaduje jejich správné umístění v prostoru (na řádce ap.). Projevy tohoto typu dyskalkulie zasahují ty matematické dovednosti dítěte, které předcházejí počítání s čísly.

## Verbální dyskalkulie
Představuje porušené schopnosti slovně označovat množství a počty předmětů, operační znaky a matematické úkony vůbec, dále zjevnou nejistotu až chybovost při slovním vyjmenovávání číselné řady vzestupně, častěji sestupně, např. po dvou ap., (vynechávání čísel, vracení se, jejich opakování). Postižení jedinci nechápou význam ve slovním označení např. „o 4 víc“. K nejtěžším formám, které se však vyskytují jen ojediněle, patří projevy, kdy dítě neumí slovně označit hodnotu čísla nebo počet ukazovaných předmětů, ale umí je napsat, nebo nezvládá jmenovat číselnou řadu ani po jedné.

## Lexická dyskalkulie
Jde o neplnohodnotnou, sníženou schopnost číst matematické symboly, a to nejen číslice, ale i operační znaky a zejména napsané matematické příklady. Při lehčí formě má takový žák výrazné a přetrvávající obtíže se čtením vícemístných čísel, zejména pak čísel s nulou, resp. s nulami uprostřed, se čtením desetinných čísel, zlomků a římských číslic. Příznačné jsou inverze, např. 36 čte jako 63, 9 jako 6 a opačně, nebo nápadné projevy pomalosti a nejistoty pří čtení matematické symboliky. Tato porucha se může vyskytovat i bez poruchy číst písmena. Časté jsou v těchto případech záměny, přesmyčky číslic v čísle při jejich čtení nebo i psaní, např. číslo 10 010 zapíší jako 100 010. Zřetelné jsou rovněž přetrvávající nejasnosti s pochopením významu poziční hodnoty číslic v čísle, tedy jednotek, desítek atd. Projevuje se také poruchou pravolevé orientace.

## Grafická dyskalkulie
Je charakterizována výrazně sníženou, resp. narušenou schopností psát číslice, operační znaky, kreslit geometrické tvary ap. Nemluvíme o ní v případě, jde-li o poruchu hrubé motoriky a s ní související poruchy se psaním vůbec. V těžkých případech spatřujeme výrazné obtíže při zápisu izolovaných číslic při diktátu nebo jejich přepisu. K lehčím formám řadíme narušený zápis vícemístných čísel, inverzní (obrácený) zápis číslic, např. 6 a 9, nebo inverze typu 17 a 71, ap. a také vynechávky zpravidla nul ve vícemístných číslech. K dalším typickým příznakům patří psaní nepřiměřeně velkých neúhledných číslic při značně nepřehledném, neuspořádaném zapisování početních operací, např. písemného násobení a dělení. Narušené schopnosti správně umisťovat do prostoru zapisované číslice, operační znaky, apod. mohou vést k vysokému nárůstu chyb v písemném provedení početních operací, ačkoliv pamětní formy takového počítání jsou zcela přiměřeně vyspělé. V geometrii mají takoví dyskalkuličtí žáci problémy s rýsováním i jednoduchých obrazců a s překreslováním z tabule.

## Operacionální dyskalkulie
Při ní je přímo narušena schopnost provádět matematické (početní) operace. K výčtu typických projevů patří výrazná tendence k nahrazování složitějších početních operací jednoduššími. Jiným problémem je uchylování se k písemným formám řešení i velmi jednoduchých příkladů nebo přetrvávající nezautomatizovanost, labilita a zvýšená chybovost v provádění sčítání a odčítání do 20, v násobení a dělení, při přecházení přes desítku. Zjevně přetrvává až do vyšších ročníků, často i do 5. třídy. Složitější počítání se vyznačuje pomalostí a vysokou chybovostí. Obtíže jsou zřetelnější při pamětním počítání. Vyskytují se i děti, které mají výrazné obtíže s numerickým počítáním pro nezvládnutí poziční hodnoty číslic v čísle, se záměnami významu čitatele a jmenovatele při práci se zlomky ap. Operacionální vývojová dyskalkulie patří k dosti častým formám počtářských obtíží.

## Ideognostická dyskalkulie
Dotýká se především chápání matematických pojmů a vztahů mezi nimi. Zahrnuje oblast pojmotvorné činnosti, narušena je složka ideativní. Postižení nechápou, že např. číslo 9 lze vyjádřit jako 3 . 3, nebo 10 - 1. To se týká i početních operací, mají výrazné nesnáze s odhalením i jednoduchého principu číselné řady a selhávají v řešení úloh, jakmile je pozměněn šablonovitý postup. Velmi zřetelné projevy ideognostické dyskalkulie shledáváme při řešení slovních úloh, neboť těžištěm problémů jsou nesmírné obtíže s pochopením principu úlohy. Narušena je schopnost pochopit a převést slovně vyjádřené vztahy mezi množstvím do početních operací.
Z uvedeného přehledu typických projevů vývojových dyskalkulií je zřejmé, že samotný chybný výsledek nemusí být ukazatelem početní poruchy. Může totiž vzniknout jak prostým omylem, tak selháním např. v percepci, ačkoliv ostatní fáze zpracování (verbální, lexická, grafická, operacionální či ideognostická) mohou být kvalitně rozvinuty. S ohledem na vývojový aspekt dyskalkulií může být každá z uvedených forem považována pouze a jen za příznaky poruchy, a to tehdy, když vzhledem k ročníku školy a věku dítěte jde o výrazné snížení a dlouhodobé selhávání ve školní výkonnosti. V případě, kdy je efekt mírné, částečné dopomoci ze strany učitele účinný, zřetelný, lze důvodně uvažovat nikoliv o vývojové poruše učení, ale spíš o některé formě kalkulastenie. Pokud ovšem ani přes výraznou pomoc není dítě schopné v řešení přiměřeně postoupit, pak můžeme uvažovat buď o celkové retardaci schopností, nebo o vývojové poruše učení.